# Eimeria leuckarti
Eimeria leuckarti należy do królestwa protista, rodziny Eimeriidae, rodzaj Eimeria. Wywołuje u koni chorobę pasożytniczą - kokcydiozę jelit. Eimeria leuckarti pasożytuje w jelicie cienkim, jelicie ślepym oraz okrężnicy.